# Sig, Algeria
Sig (în arabă سيق) este o comună din provincia Mascara, Algeria.
Populația comunei este de 70.499 de locuitori (2008).